# Hardy Gyula
Hardy Gyula (Újpest, 1928. április 20. – Budapest, 1988. október 22.) állami díjas magyar kémikus, vegyészmérnök, egyetemi tanár, a kémiai tudományok doktora, a Magyar Tudományos Akadémia rendes tagja. Fő kutatási területe a polimerizáció kinetikai kutatása, valamint a polimerek fizikai kémiai tulajdonságvizsgálata volt. Közel három évtizeden át (1961–1988) állt a hazai műanyaggyártás tudományos háttérintézménye, az MTA Műanyagipari Kutatóintézete élén.

## Életútja
Újpesti munkáscsalád sarja volt. Középiskolai érettségijét 1946-ban tette le a Könyves Kálmán Gimnáziumban, majd a Budapesti Műszaki Egyetemen szerzett vegyészmérnöki oklevelet 1950-ben. Ezt követően Alekszej Alekszandrovics Wanscheidt professzor irányítása alatt aspirantúráját töltötte a Leningrádi Állami Műszaki Intézet műanyag-technológiai osztályán, amelyet 1953-ban sikeres védéssel zárt le, és a kémiai tudományok kandidátusa lett (doktori fokozatát 1954-ben honosították). 1954 januárjában hazatért, s ekkor rövid ideig az MTA Központi Kémiai Kutatóintézetének tudományos igazgatóhelyettese volt. 1954-től 1956-ig a Magyar Dolgozók Pártja központi vezetőségén dolgozott mint a műszaki és természettudományi alosztály vezetője. Az alosztály megszűnésekor, 1956 decemberében visszatért a Központi Kémiai Kutatóintézetbe, ahol tudományos osztályvezetővé nevezték ki.
1957 augusztusában az általa vezetett tudóscsoport kivált a Központi Kémiai Kutatóintézetből, és a Szerves Vegyipari és Műanyag-ipari Kutatóintézet – 1961 után az önállósodott MTA Műanyag-ipari Kutatóintézet – szervezeti része lett. Hardyt egyúttal az intézet igazgatóhelyettesévé, egyúttal a polimerkémiai részleg vezetőjévé nevezték ki, 1961 januárjától 1988 márciusáig pedig a Műanyag-ipari Kutatóintézet igazgatói tisztét látta el. Ezzel párhuzamosan oktatói pályája is kiteljesedett: 1954-től a Budapesti Műszaki Egyetemen tartott előadásokat, 1959-től 1980-ig pedig a műanyag- és gumiipari tanszéken folyó munkát irányította tanszékvezető egyetemi tanári címmel. 1961-ben a párizsi Sorbonne-on, 1976-ban a Massachusettsi Műszaki Egyetemen (MIT) is oktatott vendégprofesszorként. A kémiai tudományok doktora címet 1974-ben szerezte meg.
Felesége Hardyné Putirszkaja Galina radiokémikus, fia Hardy Mihály (1957) újságíró, lánya Hardy Júlia (1960) pszichiáter.

## Munkássága
Fő kutatási területe a gyökös polimerizáció mechanizmusa volt. Behatóan vizsgálta a folyamatban részt vevő monomerek és szerves adalékanyagok kémiai szerkezete és reakcióképessége közötti összefüggést, felismerte a láncreakciós folyamat néhány sajátosságát. Az 1960-as évek elején tudósi érdeklődése a gamma-sugárzással elindított, folyadék fázisú polimerizáció kutatása felé fordult. Később, a szilárd fázisú polimerizáció kutatása kapcsán jelentős eredményeket ért el a fázisszerkezet, illetve a kristályszerkezet és a polimerizáció kinetikája közötti összefüggések vizsgálatában, felismerte az eutektikum jelentőségét a (ko)polimerizáció folyamatában. Elsőként tett kísérletet a folyadékkristályos polimerek szerkezeti szempontú osztályozására, fizikai kémiai vizsgálatai alapján leírta a csak egy bizonyos csoportjukra jellemző aperiodikus hélixszerkezetet. Munkatársaival együtt sikeresen szintetizált több, ipari, mezőgazdasági és orvosi felhasználásra alkalmas polimert.

### Társasági tagságai és elismerései
1976-ban a Magyar Tudományos Akadémia levelező, 1985-ben rendes tagjává választották, emellett 1985-től haláláig az MTA VII. kémiai tudományok osztálya, 1973-tól haláláig pedig a műanyag-kémiai munkabizottság munkáját elnökölte. Tiszteleti tagja volt a Német Demokratikus Köztársaság Tudományos Akadémiájának.
A polimerek kémiája területén végzett kutatásaiért 1969-ben megkapta az Akadémiai Díj második fokozatát. 1988-ban Markó Lászlóval megosztva a polimerkémia, illetve a fémorganikus kémia területén elért eredményeikért Állami Díjat vehettek át. 1978-ban a Leningrádi Állami Műszaki Intézet díszdoktorává avatták.

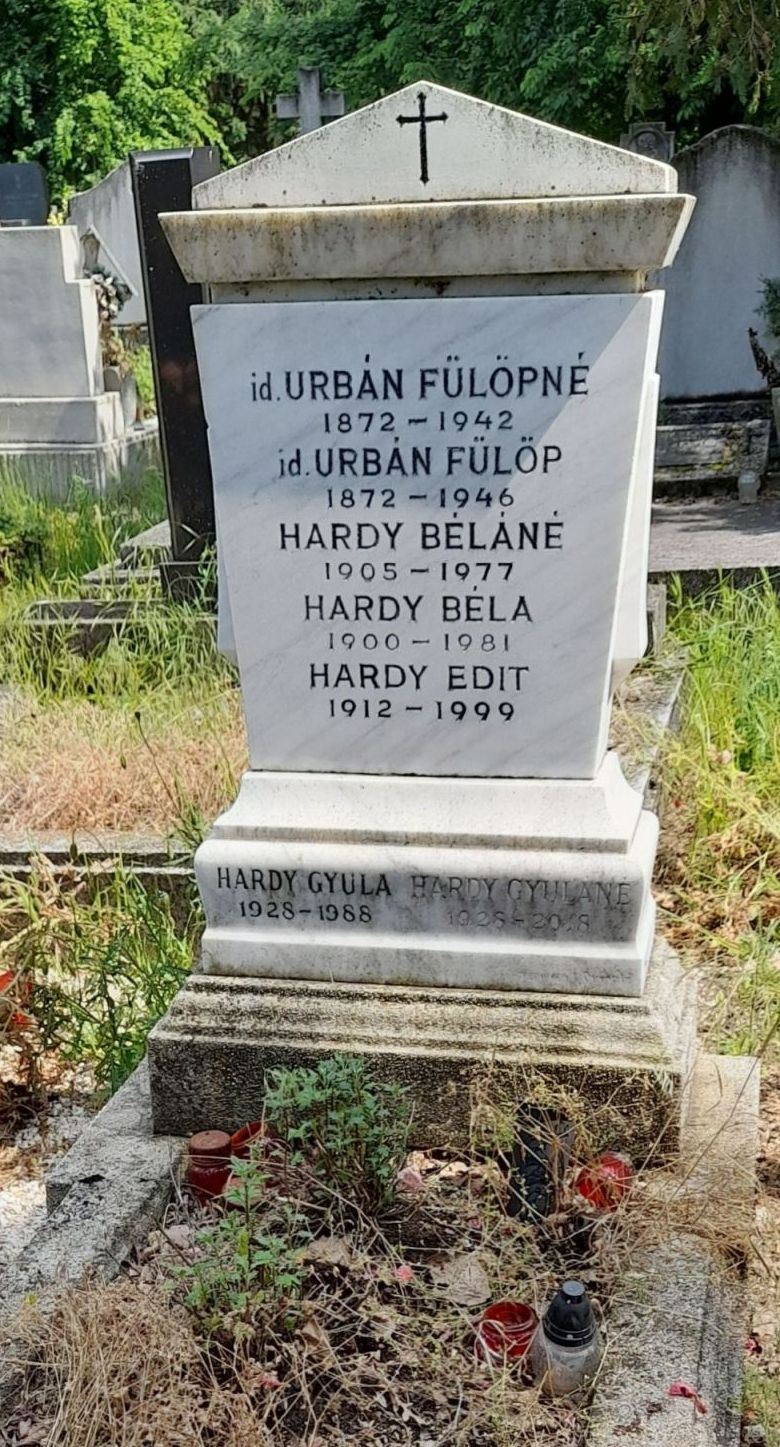
Sírja a Megyeri temetőben (23. parcella)

### Főbb művei
- Nagymolekulájú anyagok kémiája. Budapest: BME Vegyészmérnöki Kar. 1963.   (szerzőtársakkal)
- A műanyagfeldolgozás műveletei és gépei I–II. Budapest: Tankönyvkiadó. 1965–1967.
- Műanyagtechnológiai gyakorlatok. Budapest: Tankönyvkiadó. 1967.
- Polireakciók elmélete. Budapest: Tankönyvkiadó. 1969.    (Varga Józseffel)
- Műanyagok. Budapest: Terra. 1970.  = Műszaki Értelmező Szótár,  30.